# Яланський Віктор Григорович
Ві́ктор Григо́рович Яла́нський (* 24 листопада 1919, Катеринослав — ?) — український радянський графік. Член спілки художників СРСР. Батько Заслуженого художника України Андрія Яланського.
1955 року закінчив Київський державний художній інститут, клас Василя Касіяна і Антона Середи.
Основні твори Яланського: плакати, монументально-декоративні тематичні пано в готелі «Дніпропетровськ» у Дніпрі, там само на фасаді середньої школи, в дитячій санаторії в Скадовську, в Палаці шахтарів у Первомайському (1971) та ін. Працював у  галузі книжкової графіки, автор ілюстрацій до повісті Михайла Рубашова «Багряні тіні» (1962), у якій висвітлено період в житті та творчості Т. Шевченка.